# 密友 (高句麗)
密友（밀우），高句丽将领。
據高丽史书《三国史记》记载，公元244年，毌丘俭率数万魏军攻陷高句丽都城，高句丽东川王逃往南沃沮。 与东川王一起逃到竹岭的密友主动请兵掩护东川王撤退。密友的英勇行为为东川王赢得了时间，东川王很感激就派人去救他。刘屋句自告奋勇把倒在地上的密友救了回来。东川王将昏迷不醒的密友放在腿上，过了许久后，密友苏醒。 曹魏被击退后，密友和纽由的儿子得到了东川王的重奖。

## 三国志记载
正始五年（244年），毌丘儉帶步騎兵萬人出玄菟討伐高句麗，先后在沸流水、梁口（(今通化市江口村)）两度大敗高句麗東川王，将号称有二万人的高句丽军诛灭一万八千余人，东川王偕同妻子及千余骑逃窜往东沃沮（又称南沃沮）。毌丘儉又屠殺丸都內官員數千人，之後退兵。不久又再次進攻，東川王逃到買溝，随后，毌丘俭自在丸都一带坐镇，毌丘儉又派玄菟太守王頎追擊到沃沮，另一路由乐浪太守刘茂、带方太守弓遵攻打曾依附于高句丽的不耐等濊貊种落。王颀的军队追至竹岭，再度大破东川王余部。随后，魏军杀至沃沮境内，将协助高句丽的邑落一并攻破，斩杀三千余人。东川王再逃入北沃沮境内，魏军进一步追讨。但高句丽王终于在部下的忠诚保卫下击杀一小队魏军而得以隐匿。王颀军主力则进一步向东北行，一直抵达北沃沮与肃慎的边境地带。而刘茂、弓遵也成功击溃了濊貊各邑，逼迫不耐濊侯举邑降。245年5月，毌丘俭等回师并刻石纪功。 

## 《三国史记》记载
公元244年，毌丘俭率数万魏军出玄菟入侵高句丽。高句丽东川王在沸流、梁貊以少胜多打败毌丘俭后，变得过于骄傲。 毌丘俭改变作战方阵后，东川王惨败逃往鸭原。　十月入冬，毌丘俭屠杀丸都城后，派玄菟太守王颀穷追不舍，一直追到南沃沮竹岭。东川王一旁的密友主动请兵掩护东川王撤退。由于密友、纽由等人的冒死保护，东川得以兵分三路进行反击，魏军自乐浪撤退。